# Физиологическая адаптация
Физиологическая адаптация (от лат. adaptatio — приспосабливание) — приспосабливание организма к условиям существования.

## История формирования представлений об адаптации
Исследования реакций организма в ответ на экстремальные воздействия были начаты ещё Ч. Дарвином(1872), который изучал эмоциональные аффекты человека и животных и обратил внимание на общность и различия эмоциональных проявлений. В исследованиях W. B. Cannon (1927) было показано значение симпатико-адреналовой системы в механизмах экстренной мобилизации организма при эмоциогенных реакциях. В работах И. П. Павлова (1900 и др.) и его учеников А. Д. Сперанского (1935, 1936, 1955), М. К. Петровой (1946, 1955), К. М. Быкова (1947, 1960) было доказано, что в результате воздействия чрезвычайных раздражителей возникают генерализованные нарушения трофики, заболевания внутренних органов. А. Д. Сперанский (1935), основываясь на полученных им экспериментальных данных об однотипных изменениях нервной системы и наличии генерализованного процесса в виде нарушений трофики, кровоизлияний, изъязвлений в желудке и кишечнике, изменения надпочечников и других органов, делает заключение о стандартных формах реагирования организма на действие чрезвычайных раздражений.
В XIX веке физиология обогатилась фундаментальным открытием И. М. Сеченовым (1863) центрального торможения. Возможно, именно этим открытием обусловлен последующий приоритет «нервистского» направления в физиологии, развиваемого, прежде всего, в работах русских и советских ученых И. П. Павлова, А. А. Ухтомского, Н. Е. Введенского, Л. А. Орбели, А. Д. Сперанского и др. И уже в работах этих авторов появляются идеи о наличии неких, присущих многим раздражителям свойств, стимулирующих защитно-приспособительные реакции организма. Так, И. П. Павлов (1900) писал: «…Чрезвычайные раздражители, являющиеся в качестве болезнетворных причин, представляют собой специфические раздражители тех защитительных приборов организма, которые назначены для борьбы с соответствующими болезнетворными причинами. Мы думаем, что это представление должно быть обобщено на все случаи болезни, и в этом кроется общий механизм приспособления организма вообще при встрече с патогенными условиями, совершенно подобно тому, как нормальный, сочетанный и приспособленный ход жизни имеет в своем основании специфическое раздражение того или другого аппарата».
Но в качестве ключевого механизма адаптации мировое научное сообщество, тем не менее, выбирает концепцию о постоянстве внутренней среды организма C. Bernard (1878), которую её автор считал основным условием существования организма, или, по его словам, «условием свободной жизни», что подразумевало «такое совершенство организма, чтобы внешние перемены в каждое мгновение компенсировались и уравновешивались». Данная концепция получила развитие уже в работах W. В. Cannon (1929, 1932), сформулировавшего принцип гомеостазиса и показавшего, что единство и постоянство внутренней среды организма поддерживаются цепью сложных и многообразных процессов. Предложенный им термин «гомеостаз» обозначает способность организма поддерживать постоянство своей внутренней среды. Гомеостатическое равновесие по W. В. Cannon (1929, 1932) поддерживается механизмами автоматической саморегуляции, приобретенными живыми существами в результате совершенствования их приспособительной деятельности в процессе эволюции. Сам W. В. Cannon (1932) в одной из своих монографий пишет о том, что тайна мудрости тела — в гомеостазе, достигаемом совершенной адаптационной деятельностью.
Именно работы C. Bernard, W. В. Cannon, И. М. Сеченова, И. П. Павлова, А. А. Ухтомского, Н. Е. Введенского, А. Д. Сперанского и других авторов предопределили дальнейший интерес исследователей всего мира к проблемам адаптации. Тем не менее, началом «эры адаптации» принято считать появление в 1936 году в журнале «Nature» краткой, состоящей всего лишь из 74 строк заметки канадского исследователя H. Selye под заглавием: «Syndrome produced by Diverse Nocuous Agents» («Синдром, вызываемый разными повреждающими агентами»). В данной статье автор, основываясь на результатах экспериментов, произведенных им на крысах, сообщает об отмеченных им общих для всех случаев неспецифических изменениях во внутренних органах и анатомо-физиологических системах лабораторных животных, происходящих в ответ на действия различных по специфике экстремальных факторов (холод; хирургическое повреждение; предельные физические нагрузки; интоксикация сублетальными дозами различных препаратов — адреналин, атропин, морфин, формальдегид и др.). Причем возникающий при действии всех этих факторов неспецифический синдром характеризуется «классической» триадой симптомов (значительное увеличение коркового слоя надпочечников с исчезновением секреторных гранул из корковых клеток и усиленной митотической пролиферацией, особенно в пучковой зоне; острая инволюция тимико-лимфатического аппарата; появление кровоточащих язв в желудке и двенадцатиперстной кишке), наличие и выраженность которых никоим образом не зависят от природы (специфических качеств) повреждающего агента.
По мнению X. Лагерлёф (1970), стрессовая реакция на угрожающие стимулы впервые была описана W. B. Cannon (1929). И стоит вспомнить, что ещё в 1833 г. Beaumont наблюдал покраснение слизистой желудка во время эмоционального потрясения у одного из своих пациентов, имевших желудочную фистулу, связанную с травмой (обзор Х. Лагерлеф, 1970). И сам Г. Селье (1960) пишет в своей книге: «Еще в 1842 г. английский врач Томас Керлинг описал острые желудочно-кишечные изъязвления у больных с обширными ожогами кожи. В 1867 г. венский хирург Альберт Бильрот сообщил о таких же явлениях после больших хирургических вмешательств, осложненных инфекцией. … Такие изменения наблюдали в парижском Пастеровском институте Пьер Ру и Александр Йерсен у зараженных дифтерией морских свинок: надпочечники у них зачастую увеличиваются, набухают кровью и кровоточат».
Очевидно, время публикации вышеупомянутой статьи Г.Селье (1936) совпадает и с появлением гипотезы о единой «стереотипной реакции на повреждение». При этом, отвечая на поставленный им самим вопрос о степени неспецифичности обнаруженного им синдрома Г.Селье (1960) говорит: «…мы не видели вредных стимулов, которые не могли бы вызвать наш синдром». В данной фразе совершенно четко обозначены фактические исходные позиции, с которых далее развивались идеи Г. Селье. Показательно и то, что первоначально вместо термина «стресс» при характеристике открытого им синдрома автор использовал термины «повреждающий» или «вредный» (H. Selye, 1936). И далее Г. Селье (1960) пишет: «Мы назвали этот синдром „общим“ потому, что он вызывается лишь теми агентами, которые приводят к общему состоянию стресса …, и, в свою очередь, вызывает генерализованное, то есть системное защитное явление».
Однако вполне приемлемый и абсолютно отвечавший полученным до 1936 года результатам экспериментов термин «повреждающее воздействие» не удовлетворил Г. Селье, поскольку оказалось, что даже такие стимулы, как кратковременное мышечное напряжение, психическое возбуждение или кратковременное охлаждение, уже вызывают стимуляцию коры надпочечников (Г. Селье, 1960). Нетрудно заметить, что здесь речь уже не идет о синдроме, включающем «триаду» обнаруженных H. Selye в 1936 году изменений, полученных в ответ на экстремальные повреждающие воздействия. Вполне очевидно, что ответные реакции на такие стимулы, как кратковременное мышечное напряжение, психическое возбуждение или кратковременное охлаждение неравноценны реакциям организма лабораторных животных в ответ на повреждающие воздействия, которые в отдельных случаях приводили к их смерти. Однако Г. Селье (1960) с легкостью объединяет все эти реакции под флагом общего термина «стресс», тем самым фактически уничтожая его первоначальный физиологический смысл и придавая ему немыслимое количество степеней свободы.
Проводимые далее Г. Селье (1960) параллели между генерализованной неспецифической реакцией организма и местной воспалительной реакцией приводят его к мысли о предельной близости и едва ли не идентичности этих процессов: «…Общий адаптационный синдром и воспаление являются неспецифическими реакциями, проходящими в своем развитии ряд различных стадий, обе могут быть вызваны различными стрессорами и способны повышать устойчивость организма к их воздействиям». Термин «стрессор», употребленный здесь Г. Селье, выступает уже не только в качестве характеристики некоего воздействия, вызвавшего неспецифическую генерализованную реакцию организма, но и в качестве неспецифической характеристики местного повреждающего фактора, действие на организм которого совсем не обязательно должно привести к генерализованной стрессовой реакции (как неспецифического состояния «предельного напряжения») данного организма. Как следствие — появление «на свет» в устах самого Г. Селье (1960) терминов «системный стрессор» и «ограниченный местный стресс». В действительности же — «… нет абсолютно никакого повода для смешения совершенно разнородных процессов под общим термином стресса» (П. Д. Горизонтов, 1980).
Итогом всех этих трансформаций представлений о «стрессе» явилось появление на свет определения «стресса» как «суммы всех неспецифических биологических феноменов (включая и повреждение, и защиту)», которые могут быть «локальными, или топическими (как видно на примере воспаления), или системными (как видно на примере общего адаптационного синдрома)» (Г. Селье, 1960). С этого момента термин «стресс» в устах Г. Селье и его последователей перестал быть конкретным физиологическим понятием и стал расхожим «публичным» термином, в принципе означающим что угодно. Одно из последних определений «стресса» данное Г. Селье в книге «Стресс без дистресса», вышедшей в 1974 году — «стресс есть неспецифический ответ организма на любое предъявленное ему требование» — ещё более неопределенно.
Подобное представление о «стрессе» позволило Г. Селье и его многочисленным последователям (Ф. З. Меерсон, 1981; Ф. З. Меерсон, М. Г. Пшенникова, 1988; В. Н. Платонов, 1988; и др.) «безнаказанно» относить к «стрессу» любые неспецифические реакции организма на опять-таки любые внешние или внутренние воздействия даже без обнаружения хотя бы единственного из описанных H. Selye (1936) «компонентов» общего неспецифического синдрома. Данный факт отмечен Л. Х. Гаркави с соавт. (1977): «…Многие исследователи даже не изучают, развивается ли после воздействия комплекс изменений, характерный для стресса, заведомо считая, что любой раздражитель вызывает стресс. Если же при этом обнаруживается хоть какое-либо изменение деятельности системы гипофиз — кора надпочечников, то исчезают и последние сомнения (если они были) — стресс это или не стресс».
Пытаясь проследить дальнейшую трансформацию представлений Г. Селье о «стрессе», в его статье «Концепция стресса. Как мы её представляем в 1976 г.» мы находим: «стресс является частью нашего каждодневного опыта…» и «даже в состоянии полного расслабления спящий человек испытывает некоторый стресс…». «Стресс» по Г. Селье (1974) уже «не всегда результат повреждения» и его «не следует избегать». В связи с этими представлениями Г. Селье (1974, 1992) уже просто вынужден был предоставить «стрессу» ничем не объяснимую «возможность» совершать метаморфозы в «дистресс» и «эустресс». Однако даже И. А. Аршавский (1980), абсолютно поддерживающий идею Г. Селье о возможности физиологического и патологического стресса, пишет о том, что «…специальный физиологический анализ этих двух понятий не дается».
«Стрессорные» идеи Г.Селье оказались крайне привлекательными для многочисленных «ученых», жаждавших «получить» пусковой момент адаптации и не желавших заниматься поисками и раскрытием сложнейших механизмов самого процесса адаптации и в результате все вымыслы Селье о «стрессе» были приняты «научным» большинством в качестве истины, не требующей доказательств. И именно на этой базе были построены растиражированные по всему миру абсурдные представления о процессе адаптации: «стресс — адаптация — деадаптация — реадаптация».
Однако следует знать, что «чрезвычайные раздражители или необычный размер ежедневных условий существования организма, которые выступают в качестве патогенных факторов, нарушают механизмы саморегуляции функции, резко суживают диапазон уравновешивания организма со средой и тем самым ограничивают коренную способность живых существ поддерживать постоянство своей внутренней среды» (И. П. Павлов, 1900); «…При стрессе нарушаются практически все виды обмена…» (С. Х. Хайдарлиу, 1980); «Перенесенный стресс существенно нарушает адаптивные функции коронарного кровообращения» и «после прекращения стрессорного воздействия … наблюдаются нарушения метаболизма, функции и структуры сердца, которые не только представляют собой реакцию на стресс, но приводят к стойким очаговым повреждениям, сохраняющимся после того, как сам стресс миновал» (Ф. З. Меерсон, М. Г. Пшенникова, 1988).
Российские исследователи Л. Х. Гаркави, Э. Б. Квакина и М. А. Уколова в начале 60-х годов XX века доказали, что человеческий организм по-разному реагирует на разные воздействия [2]. Они описали реакции организма на слабые по силе воздействия, на удары средней силы и на чрезмерные по силе воздействия (стресс). Русские ученые разработали методы диагностики неспецифических реакций организма, и само учение об этих реакциях было формализовано в теории неспецифического звена адаптации.
Но многочисленные «ученые», бездумно "рекламирующие" безграмотные представления об адаптации, не удосужились понять, что:
1. Неспецифические характеристики (размеры) факторов, действующих на организм, нельзя рассматривать в отрыве от конкретных качеств этих факторов. И организм не может отдельно реагировать на неспецифические и специфические свойства действующих факторов! Но в приведенной выше «формуле» нет никакой конкретики. И ни стресс, ни другие неспецифические реакции организма не могут быть самостоятельными пусковыми механизмами адаптационного процесса.
2. «Дезадаптация» в сознании большинства «ученых» - это процесс, противоположный процессу «адаптации», его «разрушения», что обычно возможно только в связи со смертью организма. Кроме того, использование термина «дезадаптация» связано с представлением об адаптации как периодическом процессе. Но адаптация - это непрерывный процесс, который длится на протяжении всей жизни человека. И еще: появление термина «дезадаптация» связано с представлением о том, что адаптация - это всегда достижение организмом каких-то больших возможностей. Но это не так! Тело приспосабливается к условиям существования, в которых оно находится. Если эти условия предъявляют повышенные требования к возможностям организма, то организм пытается адаптироваться к этим условиям. Если тело находится в «комфортных» для него условиях, оно спасается и приспосабливается к самому этому существованию. И между прочим: стресс обеспечивает разрушение структур и функций организма, а не их создание!
3. Процесс «реадаптации», по мнению большинства «ученых», означает «возвращение» организма к ранее достигнутому уровню адаптации. Но: «Нельзя войти в одну и ту же реку дважды!». Организм изменчив - это его неотъемлемое свойство, и поэтому все последующие циклы адаптации (которые можно выделить лишь условно) будут не возвращением к «ранее достигнутому уровню адаптации», а движением к достижению измененным организмом. новых по своей специфике «уровней адаптации» (которые не обязаны «превышать» достигнутые ранее).
Таким образом, «формула» - «стресс - адаптация - дезадаптация - реадаптация» - абсолютно абсурдна от начала до конца и никоим образом не отражает реальных процессов, происходящих в организме при адаптации к постоянно действующим на него факторам окружающей среды. 

## Основы системной физиологии
Системный подход в науке позволяет осмыслить то, чего нельзя понять при элементарном анализе накопленного в исследованиях материала. Системность — тот ключ, который позволяет соединить уровень целостного и уровень частного, аналитически полученного результата, заполнить пропасть, разделяющую эти уровни. «Главные проблемы биологии … связаны с системами и их организацией во времени и пространстве» (Н. Винер, 1964).
Толчком для понимания необходимости системного подхода в изучении физиологических процессов в человеческом организме послужили работы Р. Декарта, основателя рефлекторной теории, принципы которой были сформулированы ещё в XVII в., и явившейся биологическим корнем сформулированного позднее И. П. Павловым (1901) учения об условных рефлексах. Учение И. П. Павлова (1901) позволило подойти к объяснению сложных приспособительных реакций животных и человека к условиям окружающей среды. Вместе с тем, П. К. Анохиным (1973) отмечено, что учение И. П. Павлова, сделавшего исключительно важный шаг в развитии рефлекторной теории, оказалось стоящим на грани двух эпох: с одной стороны, была выявлена грандиозная закономерность мозга формировать временные связи, определяющие эффект приспособительного поведения, с другой — трактовка и объяснение экспериментальных результатов оставалась в рамках устоявшихся рефлекторных терминов и понятий. С расширением знаний о механизмах поведенческого акта, развитием и усовершенствованием методики исследований, с появлением новых фактов, вступавших в противоречие с канонами рефлекторной теории, ограниченной узкими рамками афферентно-эффекторных отношений, становилось все более ясно, что условный рефлекс, объясняющий тот или иной поведенческий акт по декартовской формуле «стимул-реакция» не может полностью объяснить приспособительный характер поведения человека и животных. Согласно классическому рефлекторному принципу, поведение заканчивается только действием, хотя важны не столько сами действия, сколько их приспособительные результаты (К. В. Судаков, 1987).
Отмечено множество попыток создания теории систем. Коллективом авторов из NASA было даже предложено выделить специальную науку о «биологических системах» («Biological Systems Science»). Попытки соблюсти принципы системности приобрели различные формы, среди которых выделены:
1. Количественно-кибернетический «системный» подход, рассматривающий биологические системы с позиций теории управления и широко использующий математическое моделирование физиологических функций в попытках выявления общих закономерностей.
2. Иерархический «системный» (или «системно-структурный») подход, рассматривающий процессы взаимодействия отдельных частей в организме в плане их усложнения: от молекул — к клеткам, от клеток — к тканям, от тканей к органам и т. д.
3. Анатомо-физиологический «системный» подход, отражающий объединение органов по их физиологическим функциям: «сердечно-сосудистая система», «пищеварительная система», «нервная система» и проч. (П. К. Анохин, 1978).

Но представление о системе, как о взаимодействующих компонентах и, собственно, их взаимодействие «не может сформировать систему, поскольку анализ истинных закономерностей функционирования с точки зрения функциональной системы раскрывает скорее механизм „содействия“ компонентов, чем их „взаимодействие“» и «…система, при своем становлении приобретает собственные и специфические принципы организации, не переводимые на принципы и свойства тех компонентов и процессов, из которых формируются целостные системы» (П. К. Анохин, 1978). «Характерной чертой системного подхода является то, что в исследовательской работе не может быть аналитического изучения какого-то частичного объекта без точной идентификации этого частного в большой системе» (П. К. Анохин, 1978).
Теория функциональных систем была разработана П. К. Анохиным (1935) в результате проводимых им исследований компенсаторных приспособлений нарушенных функций организма. Как показали эти исследования, всякая компенсация нарушенных функций может иметь место только при мобилизации значительного числа физиологических компонентов, зачастую расположенных в различных отделах центральной нервной системы и рабочей периферии, тем не менее, всегда функционально объединённых на основе получения конечного приспособительного эффекта. Такое функциональное объединение различно локализованных структур и процессов на основе получения конечного (приспособительного) эффекта и было названо «функциональной системой» (П. К. Анохин, 1968). «Понятие функциональной системы представляет собой, прежде всего, динамическое понятие, в котором акцент ставится на законах формирования какого-либо функционального объединения, обязательно заканчивающегося полезным приспособительным эффектом и включающего в себя аппараты оценки этого эффекта» (П. К. Анохин, 1958). Ядром функциональной системы является приспособительный эффект, определяющий состав, перестройку эфферентных возбуждений и неизбежное обратное афферентирование о результате промежуточного или конечного приспособительного эффекта. Причем понятие функциональной системы охватывает все стороны приспособительной деятельности целого организма (П. К. Анохин, 1958).
«Традиция избегать результат действия как самостоятельную физиологическую категорию не случайна. Она отражает традиции рефлекторной теории, которая заканчивает „рефлекторную дугу“ только действием, не вводя в поле зрения и не интерпретируя результат этого действия» (П. К. Анохин, 1958). «Фактически физиология не только не сделала результаты действия предметом научно объективного анализа, но и всю терминологию, выработанную почти на протяжении 300 лет, построила на концепции дугообразного характера течения приспособительных реакций („рефлекторная дуга“)» (П. К. Анохин, 1968). Но: «Результат господствует над системой, и над всем формированием системы доминирует влияние результата. Результат имеет императивное влияние на систему: если он недостаточен, то немедленно эта информация о недостаточности результата перестраивает всю систему, перебирает все степени свободы, и, в конце концов, каждый элемент вступает в работу теми своими степенями свободы, которые способствуют получению результата» (П. К. Анохин, 1978). «Системой можно назвать только комплекс таких избирательно вовлеченных компонентов, у которых взаимодействие и взаимоотношения принимают характер взаимосодействия компонентов для получения фокусированного полезного результата» (П. К. Анохин, 1978). Именно потому, что в рассматриваемой концепции результат оказывает центральное организующее влияние на все этапы формирования системы, а сам результат её функционирования является, по сути, функциональным феноменом, вся архитектура системы была названа функциональной системой (П. К. Анохин, 1978).
Центральным системообразующим фактором каждой функциональной системы является результат её деятельности, определяющий в целом для организма условия течения метаболических процессов (П. К. Анохин, 1980). Достаточность или недостаточность результата определяет поведение системы: в случае недостаточности полученного результата происходит стимулирование активирующих механизмов, возникает активный подбор новых компонентов, создается перемена степеней свободы действующих синаптических организаций и, наконец, после «проб и ошибок» достигается достаточный приспособительный результат; в случае достаточности результата организм переходит на формирование другой функциональной системы с другим полезным результатом, представляющим собой следующий этап в универсальном континууме результатов. Таким образом, системой можно назвать только комплекс таких избирательно вовлеченных компонентов, у которых взаимодействие и взаимоотношения принимают характер взаимосодействия компонентов для получения конкретного полезного результата (П. К. Анохин, 1978).
Были сформулированы (П. К. Анохин, 1968) основные признаки функциональной системы как интегративного образования:
1. Функциональная система является центрально-периферическим образованием, становясь, таким образом, конкретным аппаратом саморегуляции. Она поддерживает своё единство на основе циклической циркуляции от периферии к центрам и от центров к периферии, хотя и не является «кольцом» в полном смысле этого слова.
2. Существование любой функциональной системы непременно связано с получением какого-либо четко очерченного результата. Именно этот результат определяет то или иное распределение возбуждений и активностей по функциональной системе в целом.
3. Другим абсолютным признаком функциональной системы является наличие рецепторных аппаратов, оценивающих результаты её действия. Эти рецепторные аппараты в одних случаях могут быть врожденными, в других это могут быть обширные афферентные образования центральной нервной системы, воспринимающие афферентную сигнализацию с периферии о результатах действия. Характерной чертой такого афферентного аппарата является то, что он складывается до получения самих результатов действия.
4. Каждый результат действия такой функциональной системы формирует поток обратных афферентаций, представляющих все важнейшие признаки (параметры) полученных результатов. В том случае, когда при подборе наиболее эффективного результата эта обратная афферентация закрепляет последнее наиболее эффективное действие, она становится «санкционирующей афферентацией».
5. В поведенческом смысле функциональная система имеет ряд дополнительных широко разветвленных аппаратов.
6. Жизненно важные функциональные системы, на основе которых строится приспособительная деятельность новорожденных животных к характерным для них экологическим факторам, обладают всеми указанными выше чертами и архитектурно оказываются созревшими точно к моменту рождения. Из этого следует, что объединение частей каждой жизненно важной функциональной системы (принцип консолидации) должно стать функционально полноценным на каком-то сроке развития плода ещё до момента рождения.

Следует подчеркнуть, что «функциональные системы организма складываются из динамически мобилизуемых структур в масштабе целого организма и на их деятельности и окончательном результате не отражается исключительное влияние какой-нибудь участвующей структуры анатомического типа», более того, «компоненты той или иной анатомической принадлежности мобилизуются и вовлекаются в функциональную систему только в меру их содействия получению запрограммированного результата» (П. К. Анохин, 1978).
Введение понятия структуры в систему приводит к её пониманию как чего-то жестко структурно детерминированного. Вместе с тем, именно динамическая изменчивость входящих в функциональную систему структурных компонентов является одним из её самых характерных и важных свойств. Кроме того, в соответствии с требованиями, которые функция предъявляет структуре, живой организм обладает крайне важным свойством внезапной мобилизуемости его структурных элементов. «…Существование результата системы как определяющего фактора для формирования функциональной системы и её фазовых реорганизаций и наличие специфического строения структурных аппаратов, дающего возможность немедленной мобилизации объединения их в функциональную систему, говорят о том, что истинные системы организма всегда функциональны по своему типу», а это значит, что «функциональный принцип выборочной мобилизации структур является доминирующим» (П. К. Анохин, 1978).
Не менее важным обстоятельством является то, что функциональные системы организма, обеспечивающие какой-то из многочисленных результатов его деятельности, можно изолировать только с дидактической целью. Выделение любых функциональных систем в организме искусственно и может быть оправдано лишь с позиций облегчения их исследования. Вместе с тем, следует помнить, что эти «функциональные системы» сами по себе являются взаимосодействующими компонентами целостных функциональных систем, используемых организмом в процессе своего существования в среде. Поэтому, по мнению П. К. Анохина (1978), говоря о составе функциональной системы, необходимо иметь в виду тот факт, что «…каждая функциональная система, взятая для исследования, неизбежно находится где-то между тончайшими молекулярными системами и наиболее высоким уровнем системной организации в виде, например, целого поведенческого акта». И следует помнить, что: «Языки составляющих систему компонентов не переводимы на язык системы в целом» (П. К. Анохин, 1958); «Нельзя определить, что такое мышь, если изучать каждую из её клеток отдельно, даже под электронным микроскопом» (Г. Селье, 1960).
Независимо от уровня своей организации и от количества составляющих их компонентов, функциональные системы имеют принципиально одну и ту же функциональную архитектуру, в которой результат является доминирующим фактором, стабилизирующим организацию систем (П. К. Анохин, 1978). Центральная архитектура целенаправленного поведенческого акта развертывается последовательно и включает следующие узловые механизмы:
1. Афферентный синтез.
2. Принятие решения.
3. Формирование акцептора результата действия.
4. Обратная афферентация (эфферентный синтез).
5. Целенаправленное действие.
6. Санкционирующая стадия поведенческого акта (П. К. Анохин, 1968).

Таким образом, функциональная система по П. К. Анохину (1935) — это «законченная единица деятельности любого живого организма и состоящая из целого ряда узловых механизмов, которые обеспечивают логическое и физиологическое формирование поведенческого акта». Образование функциональной системы характеризуется объединением частных физиологических процессов организма в единое целое, обладающее своеобразием связей, отношений и взаимных влияний именно в тот момент, когда все эти компоненты мобилизованы на выполнение конкретной функции.
Вместе с тем, П. К. Анохин (1958, 1968) писал: «Как целостное образование любая функциональная система имеет вполне специфические для неё свойства, которые в целом придают ей пластичность, подвижность и в какой-то степени независимость от готовых жестких конструкций различных связей, как в пределах самой центральной системы, так и в масштабе целого организма» (П. К. Анохин, 1958, 1968).
Дополнения к теории функциональных систем были сделаны В. А. Шидловским (1978, 1982) и диктуют необходимость оценивать максимум параметров конечного результата. 
Однако П. К. Анохин ошибся в своей теории функциональных систем, наделив функциональные системы свойством абсолютной лабильности их компонентов. Он утверждал, что неважно, как и при участии каких функций организма будет получен желаемый результат. А вот для организма - существенная разница - идти к желаемому результату напрямую или в обход! Для организма важен не только конечный результат работы определенной функциональной системы (поведенческого или двигательного акта), но и то, как этот результат был получен! С.Е. Павлов (2000, 2010 и др.) утверждает, что промежуточные результаты работы каждой конкретной функциональной системы абсолютно значимы для организма, и в связи с этим необходимо оценивать не только конечные, но и промежуточные результаты работы системы, а также максимум их характеристик. Такое понимание принципа функционирования организма сужает лабильность компонентов функциональных систем до реальных границ и определяет структурно-функциональную специфику каждой функциональной системы (каждого поведенческого акта).
Современные положения теории функциональных систем легли в основу описания С. Е. Павловым (2010 и др.) реально действующих законов адаптации человеческого организма: 1. Адаптация - это непрерывный процесс, который прекращается только в связи со смертью организма. 2. Процесс адаптации организма нельзя описать линейно, так как в различных структурах организма ежесекундно происходят разнонаправленные метаболические процессы. 3. Процесс адаптации человеческого организма всегда основан на формировании определенных функциональных систем (определенных поведенческих актов), адаптивные изменения компонентов которых служат одним из обязательных «инструментов» их формирования. 4. Основными факторами любой функциональной системы являются промежуточные и конечные результаты ее «деятельности». 5. Системные реакции организма на любой комплекс воздействий всегда специфичны, а неспецифическое звено адаптации, являясь неотъемлемым компонентом любой функциональной системы, также определяет специфику реакции данного организма. 6. Организм всегда реагирует на весь комплекс воздействий, формируя единую функциональную систему, специфичную для этого комплекса. 7. Каждая функциональная система обладает свойством структурной и функциональной специфичности и в рамках этой специфики относительно изменчива только на этапе своего формирования. 8. Любая функциональная система любой сложности может быть сформирована только на основе «уже существующих» физиологических механизмов, которые, в зависимости от «потребностей» конкретной целостной системы, могут или не могут быть задействованы в ней в качестве ее компонентов. 9. Сложность и продолжительность «рабочего цикла» функциональных систем не имеют границ во времени и пространстве. 10. Обязательным условием полноценного формирования любой функциональной системы является постоянство или периодичность действия на организм стандартного, неизменного комплекса действующих факторов. 11. Обязательным условием формирования любых функциональных систем является участие в этом процессе механизмов памяти. 12. Процесс адаптации протекает по общим законам, но всегда индивидуален, так как напрямую зависит от генотипа конкретного человека и характера его предыдущей жизни.
Процесс адаптации организма (процесс формирования определенных функциональных систем) в условиях постоянного или регулярно повторяющегося действия на него стандартного комплекса действующих факторов протекает поэтапно: 1. «Этап первичной экстренной мобилизации уже существующих структурно-функциональных компонентов системы». 2. «Этап выбора компонентов, необходимых для работы функциональной системы». 3. «Этап относительной стабилизации компонентного состава функциональной системы». 4. «Этап полной стабилизации функциональной системы». 5. «Стадия сужения афферентации». Реализация всех этапов адаптации возможна при условии, что комплекс воздействий окружающей среды на организм остается неизменным на протяжении всего периода адаптации. Изменение какого-либо компонента действующего на организм комплекса «отбрасывает» организм к начальным этапам адаптации. 

## Определения и термины адаптологии
Основные понятия, которые используются при описании законов адаптации: «действующие факторы окружающей среды», «приспособительные реакции организма», «приспособительные изменения организма», «приспособление организма», «приспособляемость организма». организм», «уровень адаптивности организма».
Действующие факторы — объёмное, комплексное понятие, включающее все надпороговые (по силе воздействия на рецепторный аппарат организма): работа, производимая организмом и многочисленные "обстановочные" действующие факторы Среды, которые оказывают на организм специфическое воздействие в конкретный момент времени. Действующие факторы — «внешние» или «внутренние» воздействия на организм — всегда рассматриваются и оцениваются во "взаимодействии" с организмом и вне этого «взаимодействия» самостоятельной «стоимости» не имеют. Сила (величина) воздействия какой-либо суммы действующих факторов определяется индивидуальной реакцией на это комплексное воздействие каждого субъекта, зависящей не только от характеристик действующего фактора, но и от адаптационных возможностей данного субъекта и от уровня его функциональной готовности к «взаимодействию» с конкретным комплексом действующих факторов. Любой действующий фактор несёт в себе как неспецифические, так и специфические черты. Более того, неспецифические характеристики любого действующего на организм фактора не только неотделимы от его специфических качеств, но и в том числе определяют специфику этого фактора и специфику реакции на него организма.
Адаптационные реакции организма - это специфические реакции организма, его «срочная» реакция на комплекс действующих факторов Среды.
Неспецифические адаптационные реакции организма - это искусственно выделенное звено адаптации, позволяющее оценить истинный (отраженный в реакциях организма) «размер» комплекса факторов, действующих на организм.
Адаптационные изменения - это специфические изменения, которые происходят в организме в процессе адаптации к действующим на него факторам.
Адаптация - это процесс специфической адаптации организма к комплексно действующим факторам - с учетом его адаптивных возможностей организма. Кроме того, адаптация - процесс поддержания структурно-функциональной стабильности работы окончательно сформированных функциональных систем организма.
Адаптированность - это результат выделенного адаптационного процесса - состояние определенного динамического равновесия организма, сформировавшееся в результате длительного (в течение адаптационного периода) «взаимодействия» данного организма с неизменным комплексом действующих на него факторов.
Уровень адаптированности - это состояние организма, оцениваемое мультипараметрически на любом этапе его адаптации к действующим на него факторам.